# Unterseeboot UC-66
Pour les autres navires du même nom, voir Unterseeboot 66.
L'Unterseeboot UC-66 est un sous-marin (U-Boot) mouilleur de mines allemand de type UC II utilisé par la Kaiserliche Marine pendant la Première Guerre mondiale. Le U-boot a été commandé le 12 janvier 1916 et lancé le 15 juillet 1916. Il a été mis en service dans la marine impériale allemande le 14 novembre 1916 sous le nom de UC-66.
En cinq patrouilles, l'UC-66 a coulé 32 navires, soit par ses torpilles, soit par les mines qu’il a posées. L'UC-66 a été coulé par l’hydravion HM n° 8656, un Curtiss modèle H-12, au large des îles Scilly le 27 mai 1917. L’épave a été retrouvée par des plongeurs en 2009. C’est un succès notable d’un avion contre un U-boot.

## Conception
Sous-marin de type UC II, l'UC-66 avait un déplacement de 415 tonnes en surface et de 498 tonnes en plongée. Il avait une longueur hors tout de 50,52 m, un maître-bau de 5,22 m et un tirant d'eau de 3,66 m. Le sous-marin était propulsé par deux moteurs diesel 6 cylindres à quatre temps produisant chacun 290 à 300 ch (210 à 220 kW), soit un total de 660 à 660 ch (430 à 440 kW), et par deux moteurs électriques produisant 660 ch (466 kW), actionnant deux arbres d'hélice.
Le sous-marin avait une vitesse maximale de 11,6 nœuds (21,5 km/h) en surface et de 7,3 nœuds (13,5 km/h) en immersion. Son autonomie était de de 8666 à 9450 milles marins (16640 à 17500 km) à 7 nœuds (13 km/h) en surface, et de 52 milles marins (96 km) à 4 nœuds (7,4 km/h) en immersion. Il lui fallait 48 secondes pour plonger, et il était capable d’opérer à une profondeur maximale de 50 mètres.
L'UC-66 était équipé de trois tubes lance-torpilles de 500 mm, un à l’arrière et deux à l’avant, avec sept torpilles, et d’un canon de pont de 8,8 cm SK L/30. Mais son arme principale était ses six puits de mine de 1000 mm portant dix-huit mines UC 200. Son effectif était de vingt-six membres d’équipage.

## Affectations
- Flottilles des Flandres : du 3 février au 27 mai 1917

## Commandants
- Oberleutnant zur See Herbert Pustkuchen : du 18 novembre 1916 au 27 mai 1917

## Navires coulés
| Date            | Nom             | Nationalité    | Tonnage | Destin    |
| --------------- | --------------- | -------------- | ------- | --------- |
| 11 février 1917 | Ada             | United Kingdom | 187     | Coulé     |
| 11 février 1917 | Vasilissa Olga  | Grèce          | 1400    | Coulé     |
| 11 février 1917 | Woodfield       | United Kingdom | 4300    | Endommagé |
| 12 février 1917 | Afric           | United Kingdom | 11999   | Coulé     |
| 12 février 1917 | Lucent          | United Kingdom | 1409    | Coulé     |
| 15 février 1917 | Alma Jeanne     | France         | 33      | Coulé     |
| 15 février 1917 | Argos           | France         | 26      | Coulé     |
| 15 février 1917 | Desire Louise   | France         | 31      | Coulé     |
| 17 février 1917 | Driebergen      | Pays-Bas       | 1884    | Coulé     |
| 17 février 1917 | Ootmarsum       | Pays-Bas       | 2313    | Coulé     |
| 17 février 1917 | Trompenberg     | Pays-Bas       | 1608    | Coulé     |
| 21 février 1917 | Energy          | United Kingdom | 25      | Coulé     |
| 21 février 1917 | K.L.M.          | United Kingdom | 28      | Coulé     |
| 21 février 1917 | Monarch         | United Kingdom | 35      | Coulé     |
| 22 février 1917 | Ambon           | Pays-Bas       | 3598    | Endommagé |
| 11 mars 1917    | HMS Bayard      | Royal Navy     | 220     | Endommagé |
| 12 mars 1917    | Einar Jarl      | Norvège        | 1849    | Coulé     |
| 12 mars 1917    | Forget-Me-Not   | United Kingdom | 40      | Coulé     |
| 12 mars 1917    | Glynymel        | United Kingdom | 1394    | Coulé     |
| 12 mars 1917    | Memnon          | United Kingdom | 3203    | Coulé     |
| 12 mars 1917    | Reindeer        | United Kingdom | 52      | Coulé     |
| 13 mars 1917    | Try             | United Kingdom | 34      | Coulé     |
| 17 mars 1917    | City of Memphis | United States  | 5252    | Coulé     |
| 17 mars 1917    | HMS Mignonette  | Royal Navy     | 1250    | Coulé     |
| 18 mars 1917    | HMS Alyssum     | Royal Navy     | 1250    | Coulé     |
| 19 mars 1917    | Armoricain      | France         | 261     | Coulé     |
| 20 mars 1917    | HMHS Asturias   | Royal Navy     | 12002   | Endommagé |
| 20 mars 1917    | Hazelpark       | United Kingdom | 1964    | Coulé     |
| 21 mars 1917    | Avance          | United Kingdom | 57      | Coulé     |
| 22 mars 1917    | Efeu            | Norvège        | 569     | Coulé     |
| 17 avril 1917   | Clan Sutherland | United Kingdom | 2820    | Endommagé |
| 22 avril 1917   | Arethusa        | United Kingdom | 1279    | Coulé     |
| 23 avril 1917   | HMT Rose II     | Royal Navy     | 213     | Coulé     |
| 27 avril 1917   | Quantock        | United Kingdom | 4470    | Endommagé |
| 1er mai 1917    | Bagdale         | United Kingdom | 3045    | Coulé     |
| 1er mai 1917    | John W. Pearn   | United Kingdom | 76      | Coulé     |
| 1 mai 1917      | La Manche       | France         | 335     | Coulé     |
| 25 mai 1917     | Sjaelland       | United Kingdom | 1405    | Coulé     |